# Xanthorhoe cyllene
Xanthorhoe cyllene är en fjärilsart som beskrevs av Druce 1893. Xanthorhoe cyllene ingår i släktet Xanthorhoe och familjen mätare. Inga underarter finns listade i Catalogue of Life.